# Сариярвянйоки
Сариярвянйоки (Саариярвенёки) — река в России, протекает в Суоярвском районе Республики Карелия. Впадает в озеро Салонъярви. Длина реки составляет 10 км, площадь водосборного бассейна 194 км².
Ручей в общей сложности имеет тридцать три притока суммарной длиной 86 км.

## Данные водного реестра
По данным государственного водного реестра России относится к Балтийскому бассейновому округу, водохозяйственный участок реки — Шуя, речной подбассейн реки — Свирь (включая реки бассейна Онежского озера). Относится к речному бассейну реки Нева (включая бассейны рек Онежского и Ладожского озера).

## Бассейн
- река Сариярвянйоки
  - озеро Кивиярви (147)
    - ручей Койвуоя
      - озеро Койльярви (161)

    - озеро Кукинлампи (148)
    - озеро Пуллампи (151)
      - озеро Сариярви
        - Пиенилампи (152)
        - озеро Куоккасъярви (154)
        - ручей Холмусенпуро
          - ручей Пийтсойноя
            - озеро Питсойнъярви (167)
              - ручей Ханкиламменоя
                - озеро Ханкилампи (176)

              - ручей Луувеноя
                - озеро Луувенлампи (169)

          - озеро Пиен-Притинлампи (168)
          - озёра Каксинайсламмет (168)
          - озеро Холмузенъярви (174)

        - озеро Ханхилампи (152)
          - ручей Ханхиоя
            - ручей Хоматсуноя
              - озеро Хоматсунлампи (178)

Код объекта в государственном водном реестре — 01040100112102000014066.